# Caverna de Escoteino

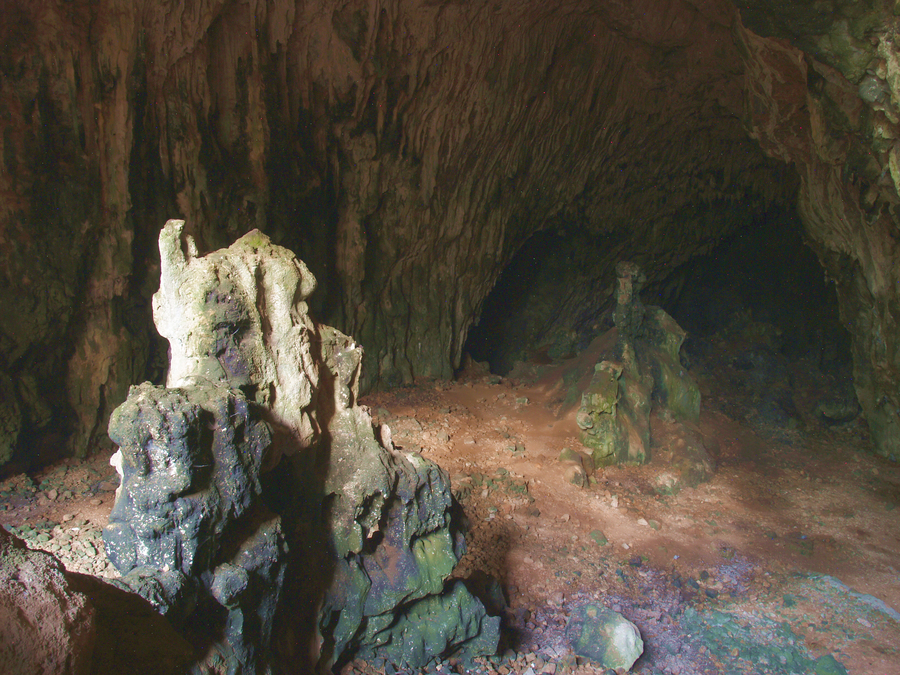
Interior da caverna

A caverna de Escoteino (lit.: "caverna escura" grego: σπήλαιο Σκοτεινού; romaniz.: spílaio Skoteinoú) ou caverna de Skotino, também conhecida como caverna de Agia Paraskevi (ou Agía Parasceví), é uma das maiores e mais impressionantes entre as centenas de cavernas de Creta. Foi usada como santuário pagão desde o 3º milênio a.C. até ao período romano, quando foi transformada num santuário cristão, uma tradição que de certa forma ainda se mantém, pois por cima dela há uma capela dedicada a Santa Parasceva, onde todos os anos se realiza uma romaria em 26 de julho. Na opinião do arqueólogo Paul Faure, a caverna poderia ter sido o célebre labirinto de Creta.

## Localização e descrição
A caverna situa-se no alto de uma colina, a 225 metros de altitude, a noroeste da vila de Escoteino, na unidade municipal de Goúves e na unidade regional de Heraclião. Em linha reta encontra-se a 1,2 km de Escoteino, 1,6 km a oeste da aldeia de Goúves e 3,3 km a sul da costa do mar de Creta (Cató Goúves); as distâncias por estrada são, respetivamente, 3,7 km, 6,3 km e 9 km.
A caverna tem cerca de 2 500 m² de área, 160 m de profundidade, 36 m de largura e percorrê-la na totalidade implica um percurso de 450 metros. Tem várias formações complexas de estagmites e estalactites, algumas lembrando figuras humanas e de animais. Após a entrada, há uma câmara principal, chamada Mega Nao, com 130 m de comprimento por 33 de largura e 30 de altura. Mais abaixo e à direita há uma profusão de estalactites, algumas que chegam até ao chão. Continuando a descer, encontra-se uma câmara mais pequena, conhecida como "Altar", com 24 m de comprimento por 8,5 de largura e 25 de altura, onde eram realizados sacrifícios. No chão há drenos que provavelmente eram usados para libações e oferendas às divindades do submundo (sangue, azeite, vinho, etc.).
À esquerda da primeira câmara, há uma outra, chamada "Adyton", com 15 por 8 m e 2,3 m de altura, que conduz a outra entrada. A câmara considerada mais espetacular, conhecida como a "Sala de Adoração", entre o "Altar" e o "Adyton", situa-se 50 metros abaixo do nível da entrada; é abobadada e mede 12 por 12,5 m por 10 a 15 m de altura. No inverno esta câmara ficam alagada até um terço da sua altura. O acesso é feito por um corredor com 12 m de comprimento e 2 m de largura. Mais acima, o chamado "Quarto de Orações" tem apenas 7,5 por 5 metros; tem inúmeras estalactites e estalagmites, que formam colunas. Há ainda um outro pequeno espaço, conhecido localmente como "a capelinha", com 12,5 m de comprimento e 1,5 a 5 metros de largura.
A capela dedicada a Santa Parasceva situa-se na parte norte da ravina onde se encontra a entrada principal. Foi construída durante o período veneziano.

## Escavações
As escavações na caverna foram realizadas em 1933 por Arthur Evans e John Pendlebury, em 1953 por Paul Faure e em 1962 por Costis Davaras. Os achados indicam que o sítio foi utilizado como um santuário do período minoano médio até o período romano, quando foi transformado em um santuário cristão. A caverna era um santuário importante dedicado a uma divindade feminina da fertilidade, presumivelmente Britomártis. Durante as épocas clássicas grega e romana, a deusa da fertilidade Ártemis ou seu equivalente Diana substituiu a divindade minoica.
Entre os achados arqueológicos há um número considerável de oferendas votivas na forma de objetos de bronze e de cerâmica, uma tradição que, quatro mil anos depois do seu início, tem continuidade nos inúmeros ex-votos deixados na capela por peregrinos.